# Anagrapha simplicima
Anagrapha simplicima är en fjärilsart som beskrevs av Ottolengui 1902. Anagrapha simplicima ingår i släktet Anagrapha och familjen nattflyn. Inga underarter finns listade i Catalogue of Life.